# Dakonsin (Gounghin)
Pour les articles homonymes, voir Dakonsin.
Dakonsin est une commune située dans le département de Gounghin de la province de Kouritenga dans la région du Centre-Est au Burkina Faso.

## Géographie
bonjour